# Kirche von När (Gotland)

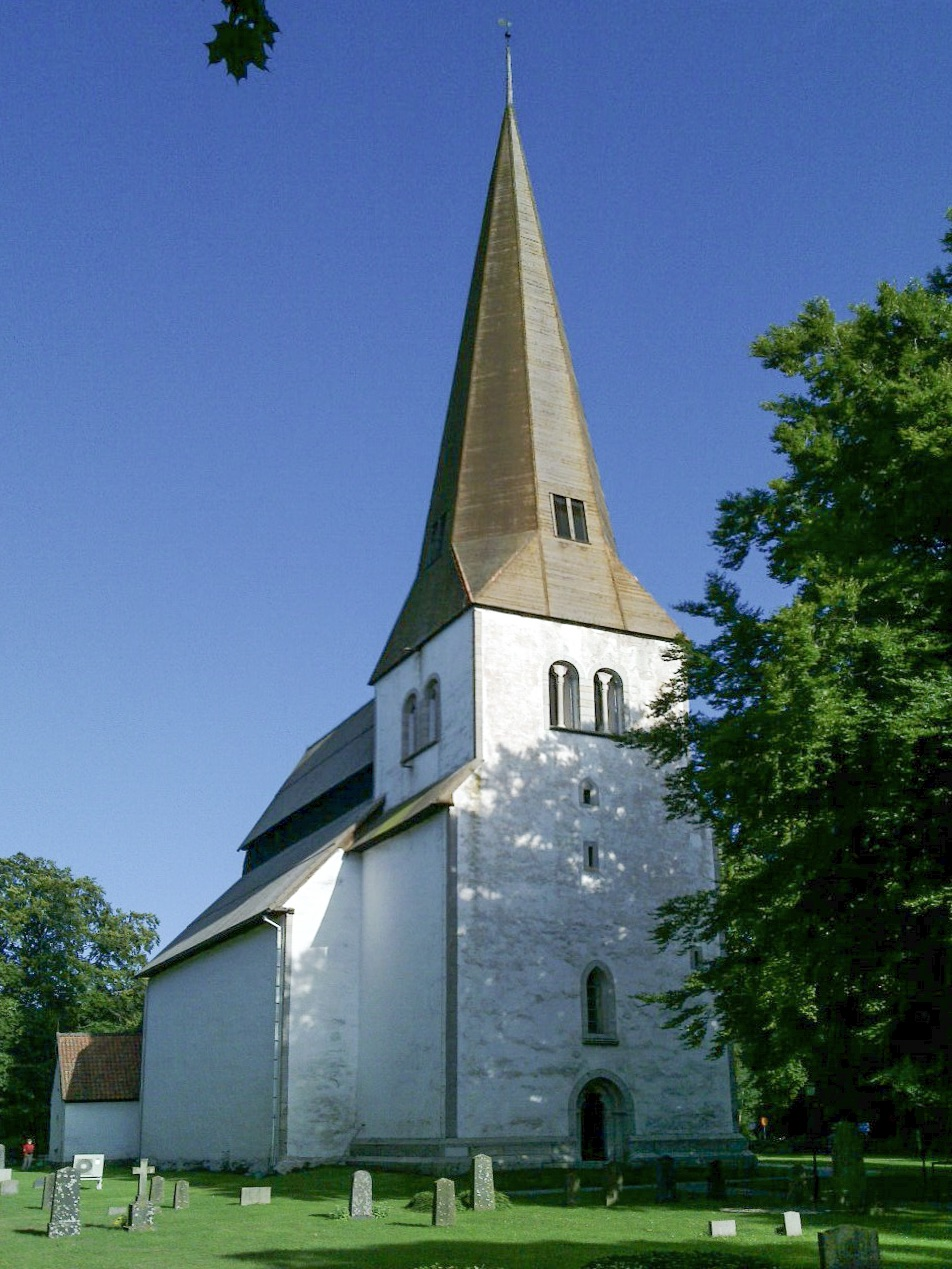
Kirche von När

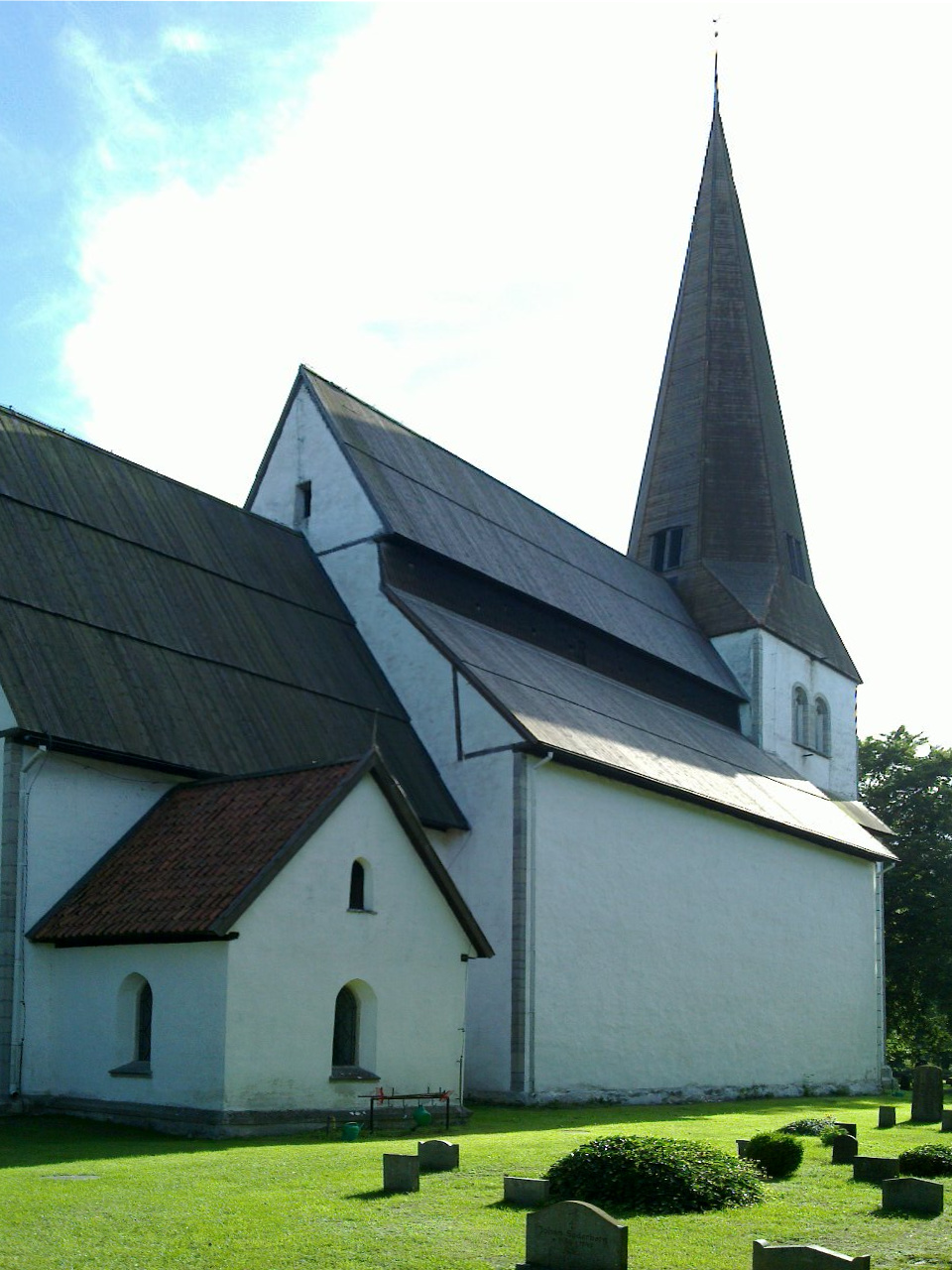
Kirche von När

Die Kirche von När (schwedisch När kyrka) ist eine Landkirche auf der schwedischen Insel Gotland.  Sie gehört zur Kirchengemeinde (schwedisch församling) När-Lau.

## Lage
Die Kirche liegt im Landesinnern einer Halbinsel an der südlichen Ostküste Gotlands, 47 km südöstlich von Visby, 29 km südlich von Roma, 10 km südlich von Ljugarn und 16 km nordöstlich von Hemse.  Die Kirche hat eher eine Randlage im Kirchspiel (schwedisch socken När), aber sie liegt in der Nähe des Bachs Närkån und einiger Hauptstraßen.

## Kirchengebäude
Die mittelalterliche Kirche besteht aus einem zweischiffigen Langhaus mit drei Jochen.  Im Osten befindet sich ein schmalerer, gerade abgeschlossener Chor, im Westen ein Kirchturm und auf der Nordseite des Chors eine Sakristei. Das Baumaterial ist hauptsächlich Kalkstein. Der Turm ist am ältesten. Er wurde in der Mitte des 13. Jahrhunderts zu einer älteren romanischen Saalkirche mit Apsis hinzugefügt, deren Grundmauern 1933 archäologisch nachgewiesen wurden. Von Interesse sind die deutlichen Verteidigungsanlagen in dem Turm in Form von Schießscharten. Um 1300 herum wurden Chor und Langhaus im gotischen Stil erstellt.  Die Sakristei ist von 1878.  Die Fassaden sind verputzt, aber die Kanten an den Ecken des Grundrisses und die Einfassungen der Fenster sind aus feinem gehauenem Kalkstein.  Die spitzbogigen Maßwerkfenster der Kirche sind noch alle ursprünglich. Die nördliche Mauer ist vollständig blind. Der Chor ist von einem steilen Satteldach gedeckt und auch die Sakristei hat ein eigenes Satteldach.  Das höhere Langhaus hat ein basilikaähnliches, zweigeteiltes Dach. Schmale Pultdächer im Norden und im Süden bilden den Übergang zwischen dem breiteren unteren Teil des Turms und der Glockenebene mit ihren rundbogigen, mit Säulen versehene Schallöffnungen und der achteckigen Turmspitze. Der Chor und das Langhaus haben jeweils reich mit Ornamenten geschmückte Perspektivportale im Süden.  Das Langhausportal ist zum großen Teil neu gehauen. Das Turmportal ist das älteste Portal der Kirche.  Es befindet sich im Westen, ist rund überwölbt in zwei Sprüngen  und hat eine ursprüngliche, mit Schmiedeeisen beschlagene Tür. Der weiß getünchte Kirchenraum wird von den sechs hohen Kreuzgewölben geprägt, die von zwei mit Ornamenten verzierten Kapitellen getragen werden. Spitzbogige Maueröffnungen verbinden das Langhaus mit dem Chor und mit dem Turmraum.  Der geräumige Chor, der von einem Kreuzgewölbe gedeckt wird, wird von einem großen, dreigeteilten Ostfenster und einem kleineren Südfenster beleuchtet.  Das niedrige Kreuzgewölbe der Turmkammer ist das älteste Gewölbe dieser Kirche. 1982–1983 wurde die Kirche nach Plänen des Architekten Birger Andersson restauriert.

## Ausstattung
- Die Kirche hat interessante postreformatorische Einrichtungsdetails.
- Der Taufstein mit Reliefen ist aus Sandstein und wurde vom Steinmetzmeister Hegvald um 1200 herum erstellt.
- Das Triumphkreuz ist aus dem Spätmittelalter (ca. 1350–1500).
- Das Altarretabel wurde in Burgsvik gegen Ende des 17. Jahrhunderts hergestellt und 1703 von Christian Lorens Numens bemalt.  Er ersetzte ein älteres Altarretabel, das heute in der Kirche von Lau steht.
- Die Kanzel ist von 1687 und wurde wahrscheinlich von dem Schreinermeister Jochim Sterling aus Visby gefertigt. Sie wurde 1689 von Johan Bartsch dem Jüngeren  bemalt.  Der zugehörige Baldachin wurde 1754 von Matthis Glämstker aus Garde angefertigt.
- Der größte Teil der Kirchenbänke stammt noch aus dem 17. Jahrhundert.
- Die Orgel wurde 1931 von Åkerman & Lund Orgelbyggeri aus Stockholm eingebaut.

## Umgebung
- Zwei Portale in der Mauer des Kirchhofs sind noch erhalten.  Sie befinden sich im Süden und im Osten.